# Хедл, Драго
Драго Хедл (хорв. Drago Hedl; род. 29 января 1950, Осиек) — хорватский писатель, журналист, репортёр, сценарист и литературный критик. Автор ряда резонансных журналистских расследований. Лауреат литературных, журналистских и правозащитных премий и наград. Имеет степень бакалавра по специализации «Югославская литература» в Педагогической академии в Осиеке.

## Биография
Драго Хедл родился 29 января 1950 года в Осиеке. Окончил литературный факультет в Загребском университете. Свою карьеру писателя он начал в 1975 году. С 1980 года профессионально занимается журналистикой.
С 1986 по 1991 год был главным редактором газеты Glas Slavonije в Осиеке. После начала сербско-хорватской войны Хедл отказался участвовать в пропагандистских кампаниях и актах разжигания ненависти. Из-за этого он был уволен после того, как в редакцию газеты ворвались вооруженные боевики ХДС под командованием Бранимира Главаша.
С 1991 по 1994 год был военным корреспондентом газеты Slobodna Dalmacija, редакция которой располагалась в Сплите. Присоединился к базирующемуся в Лондоне Институту освещения войны и мира (IWPR), где основал организацию War Report, в рамках которой несколько лет руководил учебными программами для обучения молодых журналистов по всему Балканскому региону. Позже Хедл писал для Feral Tribune и Novi list. Помимо статей для хорватских СМИ Хедл был сотрудником «Радио Свобода», его статьи публиковались в таких изданиях как The Guardian, The Times и OZ Die Wochenzeitung. С 2008 года до выхода на пенсию в 2015 году он работал в загребской газете Jutarnji list в качестве главы Осиекского корреспондентского отделения и в качестве главного «журналиста-расследователя» газеты. С тех пор он является ведущим журналистом-расследователем информационного портала Telegram.hr .

### Расследование военных преступлений в Югославии
В годы войны в Югославии Драго Хедл был военным корреспондентом. Поэтому часть его расследований посвящены именно теме войны. Так, Хедл раскрыл и опубликовал истории, в которых был замешан военнослужащий хорватских войск, который впоследствии стал муниципальным советником в Осиеке. По данным статей Хедли, этот военный участвовал в похищении, пытках и убийствах этнических сербов в 1991—1992 годах. В других работах Хедла расследовались военные преступления хорватских генералов против этнических сербов во время гражданской войны в Югославии. Хедл наиболее известен своей следственной работой для Feral Tribune и Jutarnji list в раскрытии военных преступлений во время войны в Хорватии.
Эти расследования вызвали давление со стороны военных и правых политиков на Драго Хедла. Из-за репортажей и расследований военных преступлений Хедл стал объектом критики со стороны правительства, судебных исков, физических нападений и угроз смерти. Националистические организации объявили его врагом народа. Последняя угроза его жизни поступила в июле 2011 года. Но Драго Хедл продолжал свои журналистские расследования, в результате которых ряд военных преступников оказались на скамье подсудимых Гаагского трибунала. Его борьба шла не только против военных преступников и ультраправых националистов, но и против пропаганды военного времени и языка ненависти, за толерантность и верховенство закона. Расследование военных преступлений принесло Драго Хедлу награды и журналистские премии от журналистских и правозащитных организаций Европы.

### Расследование про сексуальное рабство в Осиеке
В начале 2000-х годах Хедл опубликовал серию статей с расследованием сексуальной эксплуатации несовершеннолетних девушек 12-14 лет в детском доме Осиека. Статьи вышли в ежедневной газете Jutarnji list. Хедл обвинял ряд политиков и бизнесменов, которые вступали в сексуальный контакт с несовершеннолетними девушками и платили им за это по 50 кун (менее семи евро) или просто давали пачку сигарет.
«Эти публикации вызвали большой скандал. Политики были очень напуганы. Но они были достаточно сильны, чтобы заставить замолчать официальные учреждения и заблокировать полицейское расследование. После однодневного расследования полиция объявила, что история сфабрикована, что в детдоме не было организованной проституции несовершеннолетних. Газета, в которой я работал, была очень осторожна. Редакция знала, что эти политики и бизнесмены, пользующиеся властью, подадут иски, если мы опубликуем их имена. Вот почему мы этого не сделали. Также мы понимали, что девушки, попавшие в сексуальное рабство, не повторят на суде того, что они рассказали журналистам», — заявил Драго Хэдл.
Эти расследования легли в основу романов Драго Хедла «Славянская трилогия». Первая её часть — «Избирательное молчание» — экранизирована в сериале «Молчание», который снимали в 2021 году в Киеве и Осиеке. Режиссёром шестисерийной ленты стал Далибор Матанич. Главную роль исполнила Ксения Мишина.

## Семья
Драго Хедл женат на своей коллеге, журналисте Иванне Шубарич Хедл, с которой в 2001 году совместно написал книгу «37 и 2: интервью». У них есть сын Матия.

## Награды
- 2000 год — Премия Хорватской ассоциации журналистов[хорв.]
- 2006 год — Международная журналистская премия «Knight» от Международного центра журналистов[5].
- 2008 год — Премия «За журналистские расследования» от Центрально-европейской инициативы.
- 2010 год — Премия «За лучшую научно-популярную книгу в Хорватии в 2010 году» от Jutarnji List Award.
- 2011 год — Награда «За взаимопонимание в Юго-Восточной Европе» от Организации СМИ Юго-Восточной Европы[1].
- 2011 год — Орден Степана Радича[хорв.].
- 2014 год — «Ковачичево перо» — за написание романа «Побережье Нижней Дравы».
- 2014 год — Премия Отокара Кершовани[хорв.].
- 2015 год — Премия «За жизненные достижения» от Хорватской ассоциации журналистов.

## Фильмография
- «Вуковар — последний срез» (2006) — сценарист[3][6]. Фильм получил Премию в области прав человека, на 12-м кинофестивале в Сараево, Босния и Герцеговина[1].
- «Молчание» (2021) — сценарист[4][7].